# Ipomoea ovatolanceolata
Ipomoea ovatolanceolata är en vindeväxtart som först beskrevs av Hallier f., och fick sitt nu gällande namn av Mats Thulin. Ipomoea ovatolanceolata ingår i släktet praktvindor, och familjen vindeväxter. Inga underarter finns listade i Catalogue of Life.